# هغینه کاتساخیان
هغینه گریگوری کاتساخیان (ارمنی: Հեղինե Գրիգորի Քացախյան؛  زادهٔ ۱ ژانویهٔ ۱۹۰۸ - درگذشته ۱۳ سپتامبر ۱۹۸۶) موسیقی‌شناس و کارشناس علوم پرورشی اهل ارمنستان بود.

## زندگی‌نامه
وی در ۱ ژانویهٔ ۱۹۰۸ (۱۹۰۹) در تفلیس به دنیا آمد و از کنسرواتوار دولتی کومیتاس ایروان (۱۹۳۱) فارغ‌التحصیل گشت.  همچنین برندهٔ جوایزی همچون آموزگار شایسته ارمنستان شوروی (۱۹۶۰) شده است. وی در ۱۳ سپتامبر ۱۹۸۶ در سن ۷۸ سالگی در ایروان درگذشت.